# Remy Auberjonois
Remy-Luc Auberjonois (* 21. Januar 1974 in den USA) ist ein US-amerikanischer Schauspieler.

## Leben und Karriere
Remy Auberjonois wurde 1974 in den USA geboren. Sein Vater, René Auberjonois, war ebenfalls als Schauspieler aktiv. Darüber hinaus hat er noch eine Schwester, Tessa, die ebenfalls Schauspielerin ist.  Er selbst steht seit 1986 vor der Kamera, in seiner ersten Rolle lieh er in der Serie Wildfire einer Figur seine Stimme. Nach Gastauftritten in weiteren Serien, wie etwa Emergency Room – Die Notaufnahme, Sex and the City oder Die Sopranos, spielt er 2005 als Mr. Albin in der Serie Weeds – Kleine Deals unter Nachbarn eine wiederkehrende Rolle. Filmnebenrollen übernahm er unter anderem in Michael Clayton (2007) und The International (2009).
Seitdem folgte eine  Vielzahl an weiteren Serienauftritten, etwa als Dr. Emerson in Mad Men oder als Vincent Parillo in Good Wife. Seit 2004 ist Auberjonois mit Kate Nowlin verheiratet.

## Filmografie (Auswahl)
- 1986: Wildfire (Fernsehserie, Stimme)
- 1988: Cadets (Fernsehfilm)
- 1994: Emergency Room – Die Notaufnahme (ER, Fernsehserie, Episode 1x05)
- 1997: Snide and Prejudice
- 1998: Sex and the City (Fernsehserie, Episode 1x03)
- 1999: Loser Lover
- 2004: Die Sopranos (The Sopranos, Fernsehserie, Episode 5x10)
- 2005–2006: Weeds – Kleine Deals unter Nachbarn (Weeds, Fernsehserie, 3 Episoden)
- 2006–2007: Criminal Intent – Verbrechen im Visier (Criminal Intent, Fernsehserie, 2 Episoden)
- 2007: Michael Clayton
- 2007–2010: Mad Men (Fernsehserie, 2 Episoden)
- 2008: 30 Rock (Fernsehserie, Episode 3x02)
- 2009: The International
- 2010: Fair Game – Nichts ist gefährlicher als die Wahrheit (Fair Game)
- 2010: Boardwalk Empire (Fernsehserie, Episode 1x11)
- 2010–2015: Good Wife (The Good Wife, Fernsehserie, 4 Episoden)
- 2011: Person of Interest (Fernsehserie, Episode 1x02)
- 2011: Homeland (Fernsehserie, Episode 1x10)
- 2012: Price Check
- 2013: Next Caller (Fernsehserie, 2 Episoden)
- 2013: Veep – Die Vizepräsidentin (Veep, Fernsehserie, Episode 2x03)
- 2013: Zero Hour (Fernsehserie, Episode 1x05)
- 2014: Believe (Fernsehserie, Episode 1x01)
- 2015: The Americans (Fernsehserie, 2 Episoden)
- 2016: Blindspot (Fernsehserie, Episode 1x14)
- 2019: Master Servant (Kurzfilm)